# 渡辺酒造本店
有限会社渡辺酒造本店（わたなべしゅぞうほんてん）は、福島県郡山市の清酒製造業者である。商標は『雪小町』である。
酒蔵の見学などは受け付けていないが、数百メートル北の道路沿いに『櫻家』という売店を置き、自社の雪小町の他、県内外の日本酒を販売している。

## 沿革
- 1872年5月1日 - 創業
- 1955年2月28日 - 会社設立
- 1972年 - 年間生産量500KLに増設
- 1980年 - 年間生産量800KLに増設
- 1989年 - 生産ライン一部自動化
- 1991年 - 高品質清酒製造の生産設備拡充

## 銘柄
日本酒
- 「雪小町」
- 「雪村桜」

## 受賞歴
全国新酒鑑評会
平成14酒造年 - 29酒造年
- 「雪小町」金賞受賞 - 平成29年受賞